# Alpedrete
Alpedrete er en by og kommune i det centrale Spanien i Madrid-regionen. Den har et indbyggertal på 15.543 (2024) indbyggere.